# Psautier de Genève
Le Psautier de Genève est une traduction complète des 150 psaumes de David faite en rime française, accompagnée de mélodies destinées à être chantées pendant le culte protestant. Ce corpus des 150 psaumes, accompagné de quelques cantiques, est élaboré par étapes successives entre 1539 et 1562 à Strasbourg puis à Genève sous l'impulsion et la supervision de Jean Calvin. Il constitue, dès les années 1540, le recueil liturgique officiel de l'Église réformée de Genève. Les mélodies, toutes anonymes, sont attribuées à divers chantres, notamment Guillaume Franc, Loys Bourgeois et Pierre Davantès.
À partir de 1562, le corpus est diffusé très largement dans les communautés francophones et connaît un nombre considérable d'éditions, subissant des adaptations successives aux XVIIe et XVIIIe siècles.

## Psautier de Genève et Psautier huguenot
Le terme de Psautier de Genève est souvent mis en concurrence avec celui de Psautier huguenot et il convient de distinguer un peu ces deux appellations.
Par Psautier de Genève il faut entendre le corpus poétique et musical qui constitue le recueil officiel de l'Église de Genève (dont la première édition complète paraît en 1562, et dont la genèse est exposée plus bas). Ce recueil est originellement destiné aux Calvinistes de langue française vivant aussi bien à Genève, qu'en France ou aux Pays-Bas [ceux que l'on appelle en général "les Réformés"] par opposition aux Luthériens par exemple, qui chantent parfois aussi des psaumes en français mais dans des versions différentes.
Par Psautier huguenot il faut entendre l'ensemble des traductions et adaptations qui gravitent autour du Psautier de Genève, y compris le Psautier de Genève lui-même. En effet, il a existé des corpus concurrents et non reconnus par l'église de Genève (comme le Psautier de Lyon, le Psautier de Lausanne), dont aucun n'a existé plus que quelques années, de même que de nombreuses adaptations ou traductions rimées, totales ou partielles, fidèles ou non, qui furent faites parfois sur le modèle du Psautier de Genève (en allemand, en italien, en béarnais, en néerlandais, en romanche, en castillan, etc.). Le Psautier huguenot recouvre donc une mouvance plus large, mais toujours connotée de protestantisme, sinon d'évangélisme.

## La genèse du corpus: les éditions antérieures à 1562

### Le programme de Calvin
Jean Calvin souhaitait que l'ensemble de l'assistance puisse participer au chant divin pendant le culte religieux. Dans son traité de théologie Institution de la religion chrétienne (1536), il insiste sur l'importance du chant des Psaumes. Il souhaite créer un livre de chants accessible au peuple.
Après avoir été forcé de quitter Genève en 1538, Calvin s'installe à Strasbourg. Il rejoint la communauté huguenote, où il assure également de nombreux cultes. C'est à Strasbourg qu'il s'est familiarisé avec la versification allemande des Psaumes écrits par Martin Luther et d'autres. Calvin adapte ces chants pour la communauté française et il fait appel au poète Clément Marot qui avait déjà mis en vers la plupart des Psaumes en français au début du XVIe siècle.

### Aulcuns pseaulmes et cantiques(Strasbourg, 1539)

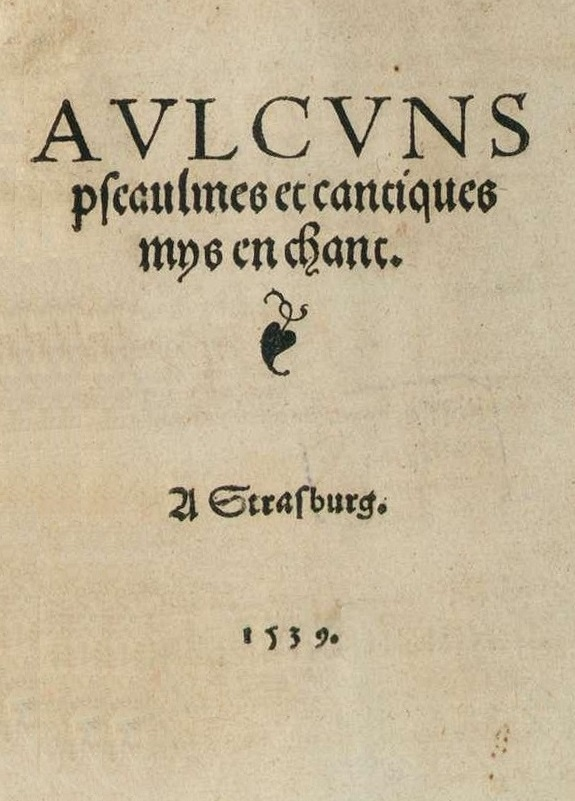
Première édition du Psautier (1539)

En 1539 paraît à Strasbourg le recueil considéré comme la première pierre du Psautier de Genève : les Aulcuns Pseaulmes et cantiques mys en chant. L'édition est attribuée à Johann Knobloch, elle est faite à l'initiative de Calvin et contient treize psaumes traduits par Marot, six psaumes traduits par Calvin, celui-ci traduisant aussi le Cantique de Siméon, les Commandements de Dieu et le Credo.
Toutes les pièces sont dotées d'une mélodie, pour certaines reprises des chants habituels de l'Église allemande de Strasbourg à l'époque. Une partie de ces mélodies est attribuée à Wolfgang Dachstein ou à Mathias Greiter. Certaines ont perduré (avec quelques adaptations) dans les éditions suivantes : celles des Ps. 1, 2, 15, 32, 33, 36, 51, 67, 68, 69, 103, 114, 115, 130, 137 et 143.

### La Forme des Prieres et chantz ecclesiastiques(Genève, 1542)
Revenu à Genève en septembre 1541, Calvin publie un nouveau psautier en 1542, c'est La Forme des Prieres et chantz ecclesiastiques, édition anonyme attribuée à l'imprimeur Jehan Girard. L'édition contient 30 psaumes traduits par Marot ainsi que sa traduction de l' Oraison dominicale et du Credo. De Calvin ne subsistent que 5 psaumes, le Cantique de Siméon et les Commandements. Comme en 1539 toutes les pièces sont dotées de mélodies, les 13 nouvelles mélodies qui apparaissent sont attribuées à Guillaume Franc. En effet, entre le retour de Calvin à Genève et la parution du recueil, Franc est le seul chantre cité dans les registres du Conseil de Genève. De plus, une mention du 16 avril 1543 semble lier la composition des mélodies avec l’apprentissage des enfants (ce qui n’est pas illogique dans la mesure où il leur revenait de les apprendre avant tout le monde) :
Psaulmes de David. – Ordonné pour aultant que l’on paracheve les psalmes de David et qu’il est fort nécessaire de composer ung champ gracieulx sur icyeulx, que maystre Guillaume, le chantre, est bien propre pour recorder les enfans [...].
La Forme des prières de 1542 est précédée d'une préface de Calvin : Comme c'est une chose bien requise en la Chrestienté..., où il développe la nécessité de la prière en langue vulgaire et du chant ; elle est suivie d'un formulaire pour le baptême, la célébration de la Cène, le mariage et la visitation des malades, constituant ainsi le premier rituel protestant de Genève.

### Cinquante psaumesavec mélodies (Genève, 1543)
Lorsque Clément Marot se réfugie à Genève en 1543, il est prié par Calvin de continuer la traduction des psaumes en vers. Mort à Turin en 1544, Marot ne pourra parachever son travail. Au total, il arrivera à en traduire 49, ainsi que le Cantique de Siméon, les Commandements, le Credo, la Salutation angélique, les Prière avant et avant le repas.
De ces psaumes il paraît une édition sans mélodie en 1543 et la même année une édition avec mélodie, hélas perdue. En toute vraisemblance, comme pour la Forme des prières de 1542, les mélodies sont dues au chantre Guillaume Franc et seize d'entre elles se perpétueront sans changement notable  dans l'édition complète de 1562. Quant à la préface de Calvin, elle double de longueur et prend sa forme définitive. L'édition genevoise de 1543 a servi de modèles aux éditions données à Lyon par Godefroy et Marcelin Beringen en 1548 et 1549.
De ces "cinquante psaumes" de Marot (en fait 49 et le Cantique de Siméon), il paraît de nombreuses éditions sans musique à partir de 1543, notamment à Lyon et à Paris, avec parfois quelques psaumes supplémentaires venant d'autres traducteurs. Ne portant de mélodies, elles ne ressortent pas au corpus du Psautier de Genève.

### Octante trois psaumes(Genève, 1551)

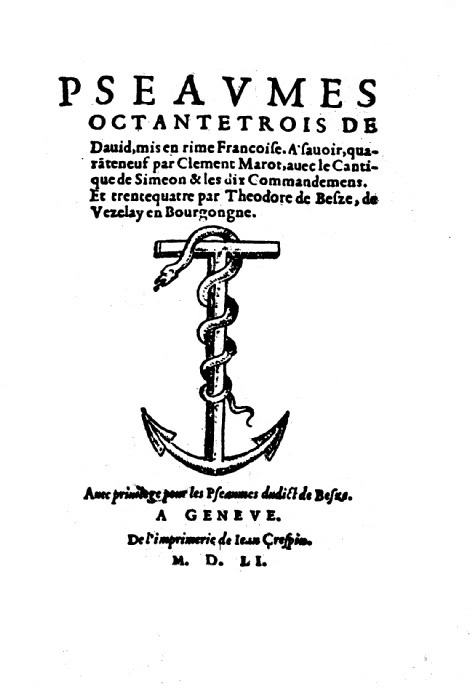
Page de titre des Octante trois pseaumes de Genève : Jean Crespin, 1551.

Marot parti vers Chambéry fin 1543, Guillaume Franc partant à Lausanne vers juillet 1545, la continuation du projet de Calvin doit dès lors faire appel à de nouveaux contributeurs. C'est à Théodore de Bèze que Calvin confie la suite du travail de la traduction - il semble même que Bèze ait commencé de sa propre initiative. Arrivé à Genève de Paris en 1548, fixé ensuite à Lausanne en 1549 comme professeur de grec à l'Académie, il traduira en plusieurs étapes les cent psaumes restants.
En 1551 paraît la première édition des Octante-trois psaumes, avec des mélodies qu'on sait avoir été composées par le chantre Loys Bourgeois, venu de Paris en 1545. Cette première édition, imprimée par l'imprimeur humaniste Jean Crespin, n'a été retrouvée qu'en 1969. Outre cette édition, on connaît quatre ou cinq éditions de même contenu, parues à Genève entre 1553 et 1555. Certaines d'entre elles sont annexées à une Bible. Exemple d'une édition des Octante trois pseaumes : celle de Jean Crespin en 1554 (sur Gallica).

### Octante neuf psaumes(Genève, 1556)
En 1554, l'édition des Octante trois pseaumes parue chez Jean Crespin propose déjà à la fin 6 nouveaux psaumes, dont deux sans mélodie et quatre à chanter sur des mélodies antérieures. Ce n'est qu'en 1556 que ceux-ci sont réintégrés parmi les 83 psaumes pour constituer un corpus de 89 psaumes. Ceux-ci paraissent dans plusieurs éditions, en plusieurs formats et avec des préfaces et des pièces annexes différentes, sans qu'on puisse déterminer quelle est la première.
Ces 83 psaumes sont parfois augmentés jusqu'à 90 avec l'adjonction, dès 1556 dans certaines éditions, du Ps. 67, à chanter sur le chant du Ps. 33. Entre 1556 et 1561, il paraît 25 éditions de ce corpus, certaines d'entre elles sont annexées à des éditions de la Bible ou du Nouveau Testament.
C'est aussi à l'étape des Octante neuf psaumes que paraissent à Genève quelques éditions variantes :
- dès 1556 avec en sus la traduction en prose de Loïs Budé (parue indépendamment en 1551).
- dès 1556 avec la solmisation, par Pierre Vallette,
- dès 1559 avec les mélodies réduites à une seule clef (à l'initiative du chantre Pierre Vallette)
- dès 1560 avec une mélodie chiffrée qui aide à chanter "tout au long", introduite par Pierre Davantès
- dès 1561 avec les oraisons de d'Augustin Marlorat, de courtes prières placées à la suite du psaume. Elles disparaissent après 1564, le Conseil de Genève y étant opposé.

Les 25 éditions des Octante trois pseaumes paraissent surtout à Genève mais aussi à Lyon, à Paris, à Caen et à Rouen, préfigurant la diffusion très large qu'allaient avoir les éditions de 1562. C'est le signe patent que les psaumes de Marot et Bèze, avec leurs mélodies officielles de l'Église de Genève, se diffusaient déjà largement dans les communautés réformées dans les contrées francophones.
Exemple d'une édition des Octante neuf pseaumes : celle de Pierre Davantès (Genève, 1560), sur Gallica.

## Cent cinquante psaumes(Genève, 1562)

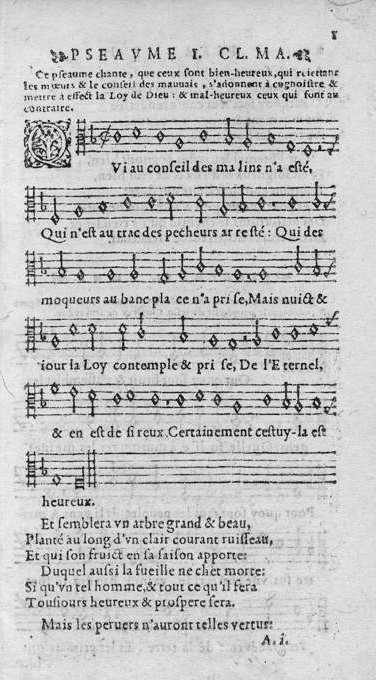
Le Ps. 1 au début de l'édition de Genève : Jean de Laon, 1562, 8°.

### Contenu du recueil
Enfin, Théodore de Bèze traduit les 67 psaumes qui manquaient encore. En 1561, il abandonne les droits d'auteur de ses dernières traductions au dispensaire des pauvres de Genève, qui pourra ainsi en toucher des revenus. Il achève ainsi la traduction des 150 psaumes de David, auquel sont en général adjoints :
- l'épître de Calvin Comme c'est une chose bien requise en la Chrestienté... signée de Genève, 10 juin 1543 ;
- l'épître en vers de Bèze Petit troupeau, qui en ta petitesse... ;
- Les Commandemens de Dieu traduits par Marot : Lève le cœur, ouvre l'oreille... ;
- Le Cantique de Siméon traduit par Marot : Or laisse Createur, en paix ton serviteur ;

(mais les pièces annexes peuvent varier d'une édition à l'autre).
Les 152 pièces sont dotées de 125 mélodies au total. L'auteur des dernières mélodies (au nombre de 40, 25 psaumes se chantant sur des mélodies déjà utilisées) est resté anonyme ; il est seulement nommé Maistre Pierre dans un document d'archive. D'après les travaux de Pierre Pidoux, la meilleure hypothèse conduit à les attribuer à Pierre Davantès, un grammairien et helléniste, peut-être aussi chantre, qui mourra fin août 1561. Son travail est généralement considéré de moindre qualité que ceux de Guillaume Franc ou de Loys Bourgeois. Ce dernier, ayant quitté Genève fin 1552 pour Lausanne, n'était plus disponible depuis longtemps pour accomplir ce travail.
Profitant de son voyage à Paris pour assister au Colloque de Poissy, Bèze obtient un privilège du roi au nom du marchand-libraire lyonnais Antoine I Vincent, pour l'impression et la vente du psautier complet avec ses mélodies (Saint-Germain en Laye, 19 octobre 1561, avec confirmation le 26 décembre). Ceci fait, tout est prêt pour le Psautier de Genève puisse être imprimé à grande échelle.

### Les éditions de 1562: un corpus largement diffusé
La diffusion du Psautier de Genève, en 1562 et dans les années immédiatement postérieures (1563, 1564) est une opération de grande envergure qui n'avait pas encore eu d'équivalent dans l'histoire de l'édition. Le but était de diffuser, simultanément et le plus largement possible, une édition correcte du recueil pour lui donner d'emblée le statut d'un recueil officiel.
C'est à cette étape qu'intervient Antoine I Vincent, un puissant marchand-libraire lyonnais, très lié aux élites genevoises. Il se déplace souvent entre Paris, Lyon et Genève. La production de livres qu'il finance est très importante et il sous-traite ses impressions à de nombreux imprimeurs, surtout lyonnais. Son fils Antoine II Vincent est également marchand-libraire (cette homonymie rend l'origine des documents d'archives parfois complexes à attribuer...).
Sur le plan commercial, le recueil est protégé par un privilège genevois pour 10 ans obtenu du Petit Conseil, en date du 8 juillet 1561. Il est également protégé par un privilège royal de 10 ans accordé à Antoine Vincent sur l'étendue du royaume de France. Il ne pourra donc pas être copié sans l'accord dudit Vincent. Le privilège est "transporté" par Jacques Danès au nom d'Antoine Vincent, le 26 février 1562 [n. st.] à Paris, dans un acte qui prévoit de faire travailler 19 imprimeurs. Un acte similaire est signé à Orléans le 20 mars 1562 entre Jacques Danès et Eloi Gibier, libraire à Orléans.
Sur le plan matériel, on observe que plusieurs imprimeurs lyonnais ou genevois se dotent à l'occasion de caractères de musique, et leur impression du Psautier de Genève sera souvent leur première édition musicale. Plusieurs achats de papier sont repérés dans les archives genevoises.
L'organisation de l'ensemble est déléguée à Antoine Vincent et son nom apparaîtra parfois à l'adresse des livres en lieu et place de celui de l'imprimeur, ou en plus de celui de l'imprimeur. Le financement des éditions est aussi dû au puissant marchand-libraire genevois Laurent de Normandie, qu'on sait avoir stocké des quantités considérables d'impressions.
Finalement, les éditions datées 1562 qui ont été retrouvées sont au nombre de trente-deux. Elles proviennent de :
Caen :
- Pierre Le Chandelier et Pierre Gondouin, 1562, in-8°,
- Simon Mangeant, 1562, in-8°,
- Pierre Philippe, 1562, in-8°

Genève :
- Etienne Anastaise (à la suite de la Bible in-4° de 1562),
- Michel Blanchier, 1562, in-8°[20],
- Jean Bonnefoy, 1562, in-8° [21]
- Thomas Courteau, 1562, in-8°
- Thomas Courteau, 1562, in-16°
- Antoine Davodeau et Lucas de Mortière, 1562, édition partagée avec Jean-Baptiste Pinereul, in-8°
- Antoine Davodeau et Lucas de Mortière, 1562, in-16°
- Zacharie Durant (1562 ou peu après), in-8°
- Olivier Fordrin & François Duron, 1562, in-8°
- François Jaquy, 1562, in-8°, numérisé sur e-rara.ch
- Jean I de Laon, 1562, in-8°, numérisé sur e-rara.ch
- François Perrin, à la suite de la Bible in-fol, 1562
- François Perrin, 1562, in-8°, édition partagée avec François Le Preux à Lausanne,
- François Perrin, 1562, in-32°
- Jean-Baptiste Pinereul, 1562, in-8°
- Jean Rivery, 1562, in-8°
- Jean Rivery, 1562, in-16°

Lyon :
- Antoine Cercia, 1562, in-8°
- François Gaillard, 1562, in-16°

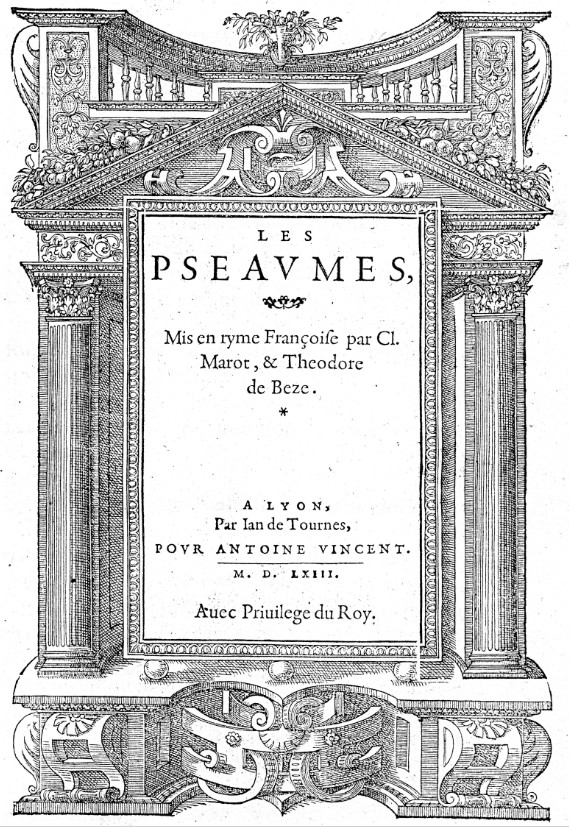
Page de titre de l'édition de Lyon : Jean I de Tournes, 1563, 4°.

- Jean I de Tournes, 1562, in-16° (avec un tirage préliminaire)

Paris :
- Richard Breton, 1562, in-16°
- Jacques I Du Puis, 1562, in-8°
- Michel Fezandat, 1562, in-16°
- Martin Le Jeune, 1562, in-8°
- Jean Le Preux, 1562, in-8°, édition partagée avec Jean Le Royer
- Adrian Le Roy et Robert Ballard, 1562, in-8°

Rouen :
- Abel Clémence, 1562, in-8°
- Abel Clémence, 1562, in-16°
- Florent Valentin, 1562, in-8°,

On sait par des sources d'archives que le 27 janvier 1562, 27 400 exemplaires du Psautier de Genève avaient déjà été imprimés. Ce chiffre tout à fait considérable, qui ne prend pas en compte les éditions parisiennes, lyonnaises ni normandes, suggère une production totale située entre 50 et 80 000 exemplaires. En 1563 et 1564, le nombre d'éditions baisse mais reste important : de l'ordre de vingt-cinq en 1563 et quinze en 1564.

## L'évolution du recueil après 1562
En 1563 et 1564, le nombre d'éditions baisse mais reste important : de l'ordre de vingt-cinq en 1563 et quinze en 1564 et la plupart sont encore imprimées sous le privilège d'Antoine I Vincent. Dans les années qui suivent, son nom disparaît progressivement des pages de titre, ce qui indique que les imprimeurs respectent de moins en moins le privilège, jusqu'à disparaître après 1568. Cette année est aussi celle de la mort d'Antoine I Vincent, et bien que le privilège devait durer jusqu'en 1572 en principe il semble que son fils Antoine II n'ait rien fait pour le faire respecter.
Ensuite les éditions se succèdent et gagnent du terrain au cours de la fin du XVIe siècle et durant le XVIIe siècle. Outre Genève et d'autres villes helvétiques, on imprime le Psautier de Genève à Paris puis à Charenton, en Normandie à Caen, Rouen, Quévilly, Saint-Lô, Dieppe, plus au sud à La Rochelle, Saumur, Montauban. Dans les anciens Pays-Bas, les presses tournent à Anvers, Leyde, La Haye ou Amsterdam. La Révocation de l'Edit de Nantes en 1685 et l'exode des Protestants qu'elle déclenche hors du royaume de France vont générer des éditions aux Pays-Bas encore, dans les pays alémaniques, en Suisse toujours et en Angleterre, tous pays du Refuge.
Sans mordre sur le XVIIIe siècle, les évolutions du texte sont les suivantes : en 1587 une version légèrement modifiée paraît sous le sceau de l'Église de Genève, considérée comme officielle. Elle ne concerne que 70 modifications visant à polir le texte, à en supprimer quelques tournures vieillies. Elle est faite sous l'autorité de Théodore de Bèze et du professeur Corneille Bonaventure Bertram. Ensuite le texte reste stable jusqu'à une tentative de traduction modernisée due au Genevois Jean Diodati, publiée en 1646 à Genève pour une partie du corpus seulement. Mais cette nouvelle traduction n'eut pas de lendemain.

## La révision de Valentin Conrart
La grande révision du texte n'interviendra que durant le troisième quart du XVIIe siècle, à l'initiative du poète et académicien Valentin Conrart. Celui-ci mourant en 1675 sans terminer son ouvrage, la révision sera achevée par Marc-Antoine Crozat, sieur de La Bastide. Un premier lot de 51 psaumes paraît en 1677, puis le psautier complet en 1679. À partir de cette date, la version retouchée fut encore révisée par le pasteur genevois Bénédict Pictet, jusqu'à ce qu'elle soit officiellement acceptée par l'Église de Genève en 1698 et qu'elle passe immédiatement en usage dans les temples.
Sur le plan des mélodies, il a existé plusieurs tentatives de transpositions des psaumes. On voit des psautiers dans lesquels toutes les mélodies sont réduites à une seule clé : la première tentative provient du chantre genevois Pierre Vallette dès 1559 (toutes les mélodies sont en clef d'ut 4), puis dès 1650 par Cornelis de Leeuw dans les traductions flamandes, en 1653 par Claude Légaré et dès 1658 par Antoine Lardenois. Celles-ci sont toutes sont en clef d'ut 3. En 1677, le musicien bernois Johann Ulrich Sultzberger propose une nouvelle transposition en clé d'ut 4, à l'occasion d'une réédition de l'harmonisation de Claude Goudimel.

## Les corpus concurrents en français
Deux entreprises peuvent être considérées comme avoir été concurrentes au Psautier de Genève : le Psautier de Lyon et le Psautier de Lausanne (voir les articles détaillés correspondants). En résumant :
- Le Psautier de Lyon est constitué des Cinquante psaumes traduits par Marot (en fait 49 psaumes et le Cantique de Siméon), en sus desquels, dès 1550, Jean Poitevin publie à Poitiers sa traduction des Cent psalmes qui restoient à traduire en rithme françoise. Entre 1554 et 1561, neuf éditions paraissent qui proposent le psautier complet traduit par Marot et Poitevin, à Lyon surtout, mais aussi à Rouen et Paris. En 1555 le musicien Philibert Jambe de fer adapte ses mélodies aux cent psaumes restant. Le résultat est donc un psautier complet, avec ses mélodies, c'est-à-dire un corpus structurellement identique au Psautier de Genève. On peut supposer qu'il a été brièvement utilisé dans les communautés lyonnaises, mais on n'en a pas de preuve. Le nombre de rééditions, toutefois, témoigne d'un certain succès.
- Le Psautier de Lausanne est une variante du Psautier de Genève qui n'a paru qu'une fois à Lausanne en 1565. Il se caractérise par le fait que tous les psaumes qui dans le Psautier de Genève étaient dotés d’une mélodie déjà employée pour un autre psaume reçoivent ici une mélodie originale composée par Guillaume Franc, un ancien chantre de l'Église qui s'était ensuite déplacé à Lausanne. Outre ces nouvelles mélodies, Franc avait fait des corrections diverses, supprimé des pauses et des syncopes, et modifié quelques mélodies. Cette entreprise n'eut pas de suite.

## Les traductions
Avant même d'être complet de ses 150 psaumes, le Psautier de Genève fait l'objet de plusieurs traductions, qui reprennent ou non les mètres et les mélodies de l'original et qui reflètent bien la diffusion progressive des idées réformées en Europe.
- C'est sous la forme d'un psautier en italien que le Psautier de Genève a ses premières retombées, avec même d'être achevé. En 1554 paraissent les XX Salmi di david, tradotti in rime volgari italiano..., chez Jean Crespin. Ce petit recueil est ensuite augmenté en 1560 avec les Sessanta salmi di David, réédités huit fois jusqu'en 1650, et augmentés à cent psaumes en 1683. Sur l'histoire de ce corpus italophone, voir le Psautier réformé italien.
- En 1557 paraît à Genève une édition des psaumes traduits en castillan par Juan Pérez de Pineda. Pas de mélodies ici, mais l'édition est clairement destinée aux réfugiés espagnols à Genève. Une autre édition due à un mystérieux "Juan Le Quesne" paraît en 1606 à Genève toujours, mais limitée à 60 psaumes.
- Après plusieurs éditions partielles parues entre 1556 et 1561, la première édition anglaise complète paraît en 1562, traduite par Thomas Sternhold, John Hopkins et autres. Elle porte des mélodies différentes de celles de Genève (la métrique des psaumes ne reprend pas celle de Marot et Bèze) ; ce recueil restera un élément majeur de la liturgie protestante anglaise et sera souvent réimprimé jusqu'à la fin du XVIIe siècle. Il ne sera révisé qu'en 1828 !
- En 1565 à Toulouse paraît une traduction en rime gasconne limitée à 58 psaumes, due à Pey de Garros[27].
- En 1566, le Psautier de Genève est traduit en néerlandais par Pieter Datheen (Petrus Dathenus). Il devient le recueil liturgique officiel des communautés néerlandophones et sera très souvent imprimé[28]. De là, le recueil est traduit en portugais (1703), malais (1735) et tamoul (1755). En 1580, une nouvelle traduction est donnée par Philippe de Marnix de Sainte-Aldegonde, faite sur l'hébreu mais utilisant les mélodies de Genève. Malgré sa qualité poétique indéniable, cette traduction n'arrivera pas à évincer celle de Datheen.
- C'est en 1573 à Leipzig que paraît la première impression de la traduction en allemand donnée par Ambrosius Lobwasser (elle était terminée dès 1565 et utilise les mélodies de Genève). Là encore de très nombreuses éditions paraissent[29]. La première édition bilingue français-allemand paraît en 1587. La traduction de Lobwasser est elle-même la source de plusieurs traductions : en latin (1596), romanche (1661), haut-romanche (1683) et danois 1662.
- Dès 1580 paraît à Cracovie une version entièrement traduite en polonais par Jan Kochanowski (1530-1584), adaptée par le musicien Mikolaj Gomolka à des mélodies sans rapport avec celles de Genève. Le recueil reste toutefois un ouvrage de la mouvance protestante.
- En 1583 paraît à Orthez la traduction en rime béarnaise d'Arnaud de Salette, qui n'eut pas plus d'avenir que celle de Pey de Garros[30].
- En 1587 paraît la traduction en tchèque du Psautier de Genève, due à Jiri Strejc Zabrezsky (Georg Vetter, 1536-1599). Elle prend sa source dans la traduction de Lobwasser et connaît seize éditions jusqu'en 1602[31].
- En 1607 est publiée à Herborn (Hesse) la traduction en hongrois du Psautier de Genève entier par Albert Szenci Molnár sous le titre de Psalterium Ungaricum. Les 150 psaumes de cette version sont encore aujourd’hui chantés, avec les mélodies originelles, par les réformés hongrois.

## Les harmonisations partielles ou complètes
Avant même d'avoir été complété avec ses 150 psaumes et ses 125 mélodies, le Psautier de Genève avait retenu l'attention des musiciens. Les premiers qui s'y sont intéressés n'avaient mis en musique que le texte de Marot, sans reprendre la mélodie (qui dans certains cas n'était pas encore composée). D'autres ont ensuite composé des pièces séparées, reprenant la mélodie de Genève ; ils ont également travaillé à des chansons spirituelles.
Nous détaillerons ici les œuvres qui constituent une mise en musique d'un corpus partiel ou entier des Psaumes de Genève. On trouve notamment les recueils suivants :
- 1545 – Harmonisation à 4 voix note contre note de 31 psaumes par Pierre Certon (Paris : Pierre Attaingnant, 1545). Augmentée à 50 psaumes (Paris : Adrian Le Roy et Robert Ballard, 1555) ;
- 1546 – Harmonisation à 4 voix note contre note de 31 psaumes par Antoine de Mornable (Paris : Pierre Attaingnant, 1546) ;
- 1547 – Harmonisation à 4 voix note contre note par Loys Bourgeois (Lyon : Godefroy et Marcelin Beringen, 1547). Ne reprend pas encore toutes les mélodies officielles de Genève ;
- 1547 – Harmonisation à 4 voix en contrepoint par Loys Bourgeois (Lyon : Godefroy et Marcelin Beringen, 1547). Comprend 23 psaumes et le Cantique de Siméon ;
- 1549 – Harmonisation à 4 voix en note contre note par Clément Janequin (Paris : Nicolas Du Chemin, 1549). Augmentée à 82 psaumes (Paris : Adrian Le Roy et Robert Ballard, 1559) ;
- 1552 – Harmonisation et mise en tablature de luth de 21 psaumes par Adrian Le Roy (Paris : Adrian Le Roy et Robert Ballard, 1552) ;
- 1554 – Harmonisation à 4 voix note contre note de Loys Bourgeois (Lyon : Godefroy Beringen, 1554). Elle reprend les mélodies officielle des Octante trois pseaumes de 1551 ;
- 1554 – Harmonisation et mise en tablature de 13 psaumes par Guillaume Morlaye (Paris : Michel Fezandat, 1554) ;
- 1559 – Harmonisation à 4 voix note contre note de Philibert Jambe de fer (Lyon : Michel Du Boys, 1559). Contient une harmonisation des premiers psaumes traduits par Théodore de Bèze ;
- 1559 – Harmonisation en contrepoint à 3 voix des 49 psaumes de Marot par Michel Ferrier (Lyon : Robert Granjon, 1559), rééditée à Paris chez Nicolas Du Chemin en 1568 ;
- 1561 – Harmonisation à 4 voix note contre note de Thomas Champion (Paris : François Trépeau, 1561) ;
- 1564 – Harmonisation à 4 voix note contre note de Claude Goudimel (Paris, Adrian Le Roy et Robert Ballard, 1564, puis Genève : Héritiers de François Jaquy,  1565). Une édition partielle de 83 psaumes avait paru précédemment (Paris : Adrian Le Roy et Robert Ballard, 1562). Nombreuses rééditions jusqu'en 1762, sur la traduction française de Marot et Bèze, allemande d'Ambrosius Lobwasser, romanche de Valentin de Nicolai, romanche de Grass, latine de Spethe[32] ;
- 1564 – Harmonisation à 4 voix note contre note de Richard Crassot (Lyon : Thomas de Straton, 1564). Rééditée en 1565 et peut-être en 1569 ;
- 1564 – Harmonisation à 4 voix note contre note de Philibert Jambe de fer (Lyon : Antoine Cercia et Pierre de Mia, 1564). Rééditée la même année pour l'auteur, Pierre Cussonel et Martin La Roche ;
- 1565 – Harmonisation à 4 voix note contre note de Hugues Sureau (Rouen : Abel Clémence, 1565).
- 1565 – Harmonisation à 3 voix par Jean Servin (Orléans : Loys Rabier, 1565) ;
- 1567 – Réduction au luth par Adrian Le Roy de l'harmonisation de Goudimel (Paris : Adrian Le Roy et Robert Ballard, 1567). Probablement éditée partiellement auparavant (83 psaumes, 1562) ;
- 1567 – Harmonisation à 4 voix note contre note de Pierre Santerre (Poitiers : Nicolas Logerois, 1567, perdue) ;
- 1583 – Harmonisation en contrepoint à 4, 5, 6, 7 et 8 voix par Paschal de L'Estocart (Genève : Eustache Vignon ; et Lyon : Barthélémy Vincent (impr. Genève : Jean de Laon), 1583 ;
- 1601 – Harmonisation de 4 à 8 voix de David Janszoon Padbrué, sur la traduction néerlandaise de Pieter Dathen ;
- 1601 – Harmonisation à 4 et 5 voix note contre note de Claude Le Jeune (Paris : Pierre I Ballard, 1601). Probablement composée vers les années 1570. Nombreuses rééditions jusqu'en 1737, sur la traduction française de Marot et Bèze, allemande d'Ambrosius Lobwasser, néerlandaise de Pieter Dathen, romanche de Jacob et Barthélémy Gonzenbach[32] ;
- 1602-1610 – Harmonisation en contrepoint fleuri à 3 voix par Claude Le Jeune (Paris : Pierre I Ballard, 1602, 1608, 1610 en trois suites de cinquante psaumes) ;
- 1604-1621 – Harmonisation en contrepoint à 4, 5, 6, 7 et 8 parties par Jan Pieterszoon Sweelinck (imprimée en quatre livres : Genève [en 1604, en 1613 et en 1614, toutefois publiés à Amsterdam] et Haarlem [en 1621]) ;
- 1605 - Harmonisation de 46 psaumes à 5, 6 et 8 voix par François Gras, composée avant 1597 et publiée à Lyon en 1605 (perdue) ;
- 1606 – Harmonisation à 4 voix en note contre note par Samuel Mareschal (Bâle : 1606) sur la traduction de Lobwasser ;
- 1615 – Harmonisation et mise en tablature de 21 psaumes par Nicolas Vallet (Amsterdam : l'auteur, 1615, rééd. 1619) ;
- 1617 – Harmonisation et mise en tablature des 150 psaumes par Daniel Laelius (Arnheim : Jan Jansson, 1617) ;
- 1620 – Harmonisation et mise en tablature des 150 psaumes par Nicolas Vallet (Amsterdam : l'auteur, 1620) ;
- 1624 – Ajout par Jean Le Grand, un chantre de l'Église de Genève, d'un cinquième et parfois d'une sixième voix au psaumes homophones de Claude Le Jeune (Genève : pour François Le Fèvre, 1624).